# バトゥミ共和国

バトゥミ共和国
ბათუმის რესპუბლიკა

バトゥミ共和国（バトゥミきょうわこく、グルジア語: ბათუმის რესპუბლიკა）は、現在のジョージア（グルジア）西部、バトゥミにかつて存在したイギリスの傀儡国家。

## 歴史

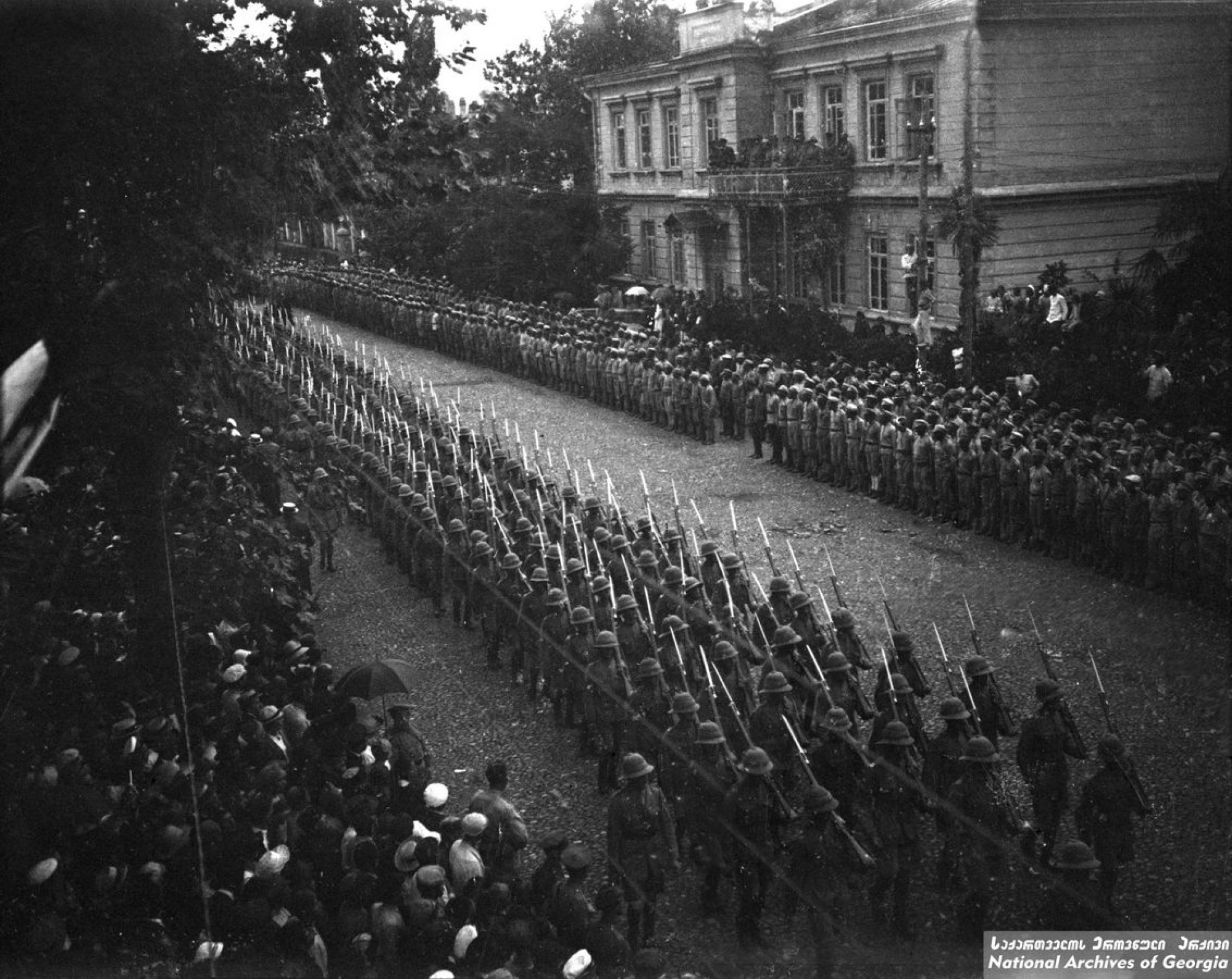
バトゥミを行進するイギリス軍（1920年）

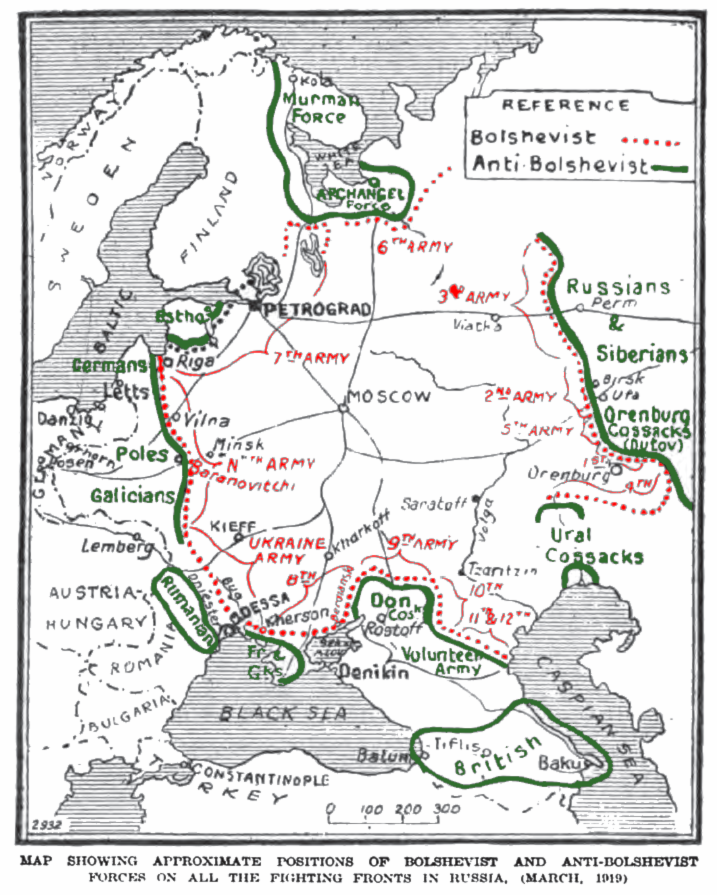
1919年時点の勢力図。当時イギリスは南カフカース一帯を占領していた。

バトゥミは1878年に結ばれたサン・ステファノ条約によってオスマン帝国からロシア帝国へ割譲された。その後に勃発した第一次世界大戦ではオスマン帝国（中央同盟国）とロシア帝国（連合国）は交戦した（カフカース戦線）。その最中、ロシアでは1917年の革命によって帝政が打倒され、国内は政治的混乱に陥った。そのためロシアは1918年3月3日にブレスト＝リトフスク条約を中央同盟国と結び、戦争から離脱した。同条約ではバトゥミ周辺の放棄が明記されており、オスマン帝国軍は1918年4月14日にバトゥミを併合した。革命の混乱時にロシアから独立を宣言したグルジア民主共和国は休戦を認めずオスマン帝国と戦闘を続けたが、6月4日のバトゥミ平和条約で終結した。こうしてオスマン帝国はバトゥミを支配下に置いたが、12月25日に連合国のイギリスにバトゥミを占領された。
イギリスはジェームズ・クック＝コリス少将を知事に任命し、軍政を布いた。またバトゥミ議会が設置され、1月12日にバトゥミ共和国として独立宣言を行った。しかし、4月14日にバトゥミ議会は解散となり、独立を失った。イギリスの目的は、石炭に代わる次世代燃料として注目を集めていた石油であった。当時世界最大の油田であったバクー油田（アゼルバイジャン）と積み出し港のバトゥミを結ぶパイプライン一帯を占領し、これを支配しようとしていた。1920年4月8日にイギリスは自由港を宣言し、バトゥミを国際連盟管理下としてイギリス、フランス、イタリアの3か国で支配しようとした。
現地住民はイギリスの占領を快く思わず、グルジアはバトゥミの返還を要求した。またグルジアとは別にボリシェヴィキ（ソビエト共産党）はカフカ―ス諸国を攻撃し、勢力を拡大させていった。1920年4月にバクーがボリシェヴィキに占領され石油輸送が不可能となると、イギリスは関心を急速に失った。1920年6月、イギリスはバトゥミからの撤退を決定。7月7日にグルジアはバトゥミを併合した。1921年2月15日にボリシェヴィキがグルジアを攻撃すると、トルコはイスラム教徒（ムスリム）の保護を名目にバトゥミを占領し、2月25日に首都トビリシを陥落されたグルジア民主共和国政府もバトゥミへ移った。しかし、3月18日にトルコ・ボリシェヴィキ間でモスクワ条約が結ばれるとトルコは撤退し、グルジア民主共和国政府は国外へ亡命した（Red Army invasion of Georgia）。以降グルジアはソビエト社会主義共和国となり、7月16日にバトゥミを首都としたアジャリア自治ソビエト社会主義共和国が設置された。